# Ólafur Páll Snorrason
Ólafur Páll Snorrason (ur. 22 kwietnia 1982 w Reykjavíku) – islandzki piłkarz występujący na pozycji napastnika oraz trener. 
W reprezentacji Islandii wystąpił jeden raz, 11 sierpnia 2010 w zremisowanym 1:1 towarzyskim meczu z Liechtensteinem.
W lidze islandzkiej rozegrał 219 spotkań i zdobył 25 bramek.